# Mörderisches Dreieck
Mörderisches Dreieck (Originaltitel: Double Jeopardy) ist ein US-amerikanischer Thriller von Lawrence Schiller aus dem Jahr 1992, dessen Hauptrollen mit Rachel Ward, Bruce Boxleitner, Sela Ward und Sally Kirkland besetzt sind.

## Handlung
Jack Hart ist mit einer Anwältin verheiratet und hat eine Tochter. Er hat eine Affäre mit Lisa Burns Donnelly, die er seit Collegezeiten kennt. Nachdem Lisa ihren Freund im Beisein von Jack in Notwehr tötet, wird sie des Mordes angeklagt.
Jacks Frau übernimmt Lisas Verteidigung. Jack wird als Zeuge vorgeladen und steht vor dem Dilemma, ob er seine Geliebte entlasten soll, wofür er das Verhältnis zugeben müsste. Schließlich gibt er die Affäre zu, was zum Freispruch führt. Jack bekommt danach Zweifel, ob Lisa wirklich in Notwehr gehandelt hat.

## Drehort
Der Drehort war Salt Lake City.

## Kritik
„Augenfällig sind die Parallelen zu dem Hit 'Eine verhängnisvolle Affäre', aber die Macher zeigten genug Cleverness, das Motiv von der Frau, die in das Leben eines Ehepaares eindringt, geschickt zu variieren. Sela Ward und Sally Kirkland bürgen mit ihren Namen für solide Qualität und ausreichend Spannung, die über einige Ungereimtheiten hinweghilft.“

„Ein ungeschickt angelegter Fernsehkrimi: Dem Prozeß fehlen die Überraschungen, dem Ehe- und Dreiecksdrama mangelt es an Leidenschaft, die Kraxeleien in den Rocky Mountains sind nicht einmal dekoratives Beiwerk.“